# Colegialas y soldados
Colegialas y soldados Estrenada el 21 de marzo de 1849 en el teatro de la comedia; se trata de una zarzuela en dos actos con música de Rafael Hernando. Libreto de Mariano Pina Bohigas (1820-1883), con cantables de Francisco Lumbreras. Se considera a Colegialas y Soldados como el inicio de la nueva etapa de la zarzuela dentro de la ‘Restauración de la zarzuela grande’. 

## Listado de personajes e intérpretes del estreno
| Personaje                                       | Tesitura        | Reparto del estreno, 21 de marzo de 1849 |
| ----------------------------------------------- | --------------- | ---------------------------------------- |
| Matilde, joven enclaustrada enamorada de Julián | soprano         | Carlota Jiménez                          |
| Sor Ignacia, tornera del convento               | mezzosoprano    | María Bardán                             |
| Don Severo, tutor de Matilde                    | barítono        | José Cortés                              |
| Julián, oficial del ejército                    | bajo            | Francisco Lumbreras                      |
| Pascual, asistente de Julián                    | barítono cómico | José Alvera                              |

## Listado de números musicales
Acto I: 
- N.º 1: Preludio orquestal
- N.º 2: Tempestad y Plegaria del Coro de colegialas, “¡Oh Dios del pasajero!”
- N.º 3: Rataplán, canción de Julian y coro de Soldados, “Bella es la vida del militar”.
- N.º 4: Tercetino de la tornera, Julián y asistente, “Pero madre, ¡Por San Pedro!”.
- N.º 5: Velada de Matilde, “El horizonte se mira”.
- N.º 6: Dúo de Julián y el tutor, “Esta es mi consigna”
- N.º 7: Canción báquica del asistente, “Fortuna, fortuna, bendígale Dios”
- N.º 8: Final de Julián, el tutor y el asistente, con el coro de soldados y el coro de colegialas,  “¡A las armas!”

Acto II
- N.º 1: Preludio, coro de soldados, recitativo de Matilde y coro de Colegialas.
- N.º 2: Arieta del tutor, “Si el peso de los años”
- N.º 3: Arieta de Matilde.
- N.º 4: Dúo de Matilde y Juan, “¡Ah, morir ya puedo ahora!”
- N.º 5: Coro de colegialas y cuento del asistente, “¡Padre nuestro, padre nuestro!”
- N.º 6: Final, Matilde, Julián, el tutor, el asistente, coros de colegialas y soldados, “Acábense las penas”

## Argumento
La acción tiene lugar en 1810, en una aldea navarra. 
Acto I
En un convento que es a la vez colegio de señoritas, está la joven Matilde, a quien su tutor Don Severo, anciano achacoso, encerró allí para obligarla a acceder a casarse con él. El desarrollo de la Guerra de la Independencia obliga a que acampe a las puertas del convento el cuerpo de tropas al que pertenece el oficial Julián, amado de Matilde. Este insta a su asistente Pascual a que trate de conquistar a la hermana tornera para poder ver a Matilde, pero sus intentos no dan fruto. Llega don Severo, pero Julián le impide entrar en el convento y el viejo huye atemorizado. Pascual encuentra a Nicolás, arriero que transportaba a una educanda y el fraile que la acompañaba al convento; estos han sido secuestrados por los franceses, pero la carta que llevaban para penetrar en clausura servirá a Julián y Pascual para disfrazarse y hacerse pasar por ellos. El toque de guerra ante el ataque francés cierra el primer acto con la disposición para la batalla de ambos jóvenes. 
Acto II
Don Severo advierte a la madre Ignacia del peligro de que Julián intente penetrar en el convento para ver a su enamorada Matilde, empleando para ello alguna treta; la tornera le tranquiliza, garantizándole la seguridad de la joven. El encuentro de Don Severo con las colegialas revela la indiferencia de Matilde ante él. Tras la partida del tutor, llegan al convento la nueva educanda y el fraile que la acompaña – que no son sino Julián y Pascual disfrazados-, quienes revelan su verdadera identidad a Matilde. La hermana tornera les informa que el fraile deberá dormir en el pabellón de invitados, mientras la joven dormirá con ella ya que el resto de las celdas están ocupadas por los heridos de guerra. Cuando Matilde y Julián consiguen quedarse a solas, aparece Don Severo, generando una cómica situación que concluye con la salida de escena del viejo tutor.  Mientras, también Pascual – ahora disfrazado de Padre Paco- se ha sabido rodear de las colegialas, y les relata cuentos y anécdotas para entretenerlas y no ser descubierto. Cuando Julián y Pascual se encuentran por fin a solas, se abrazan para celebrar el éxito de su treta, siendo entonces descubiertos por la tornera y el tutor cede y da su consentimiento a los enamorados para casarse. 

Portada de la obra de Rafael Hernando, Colegialas y Soldados

## Comentario
Seis días después del éxito de Misterios de bastidores, se estrenó en el teatro de la Comedia – nueva denominación del teatro del Instituto tras el reglamento de Teatros de 1849-, Colegialas y Soldados, interpretada a beneficio de Francisco Lumbreras.  Hernando confiesa a Barbieri los motivos que le llevaron a escribir la obra: ‘Animado por el éxito de mi primer ensayo de zarzuela (Palo de Ciego), solicitado vivamente por la sociedad de actores que tenía el Instituto y queriendo aprovechar las buenas disposiciones que había encontrado para hacer otra prueba más importante antes de la próxima disolución de aquella compañía, en 13 o 14 días escribí Colegialas y Soldados, que se estrenó el 20 de marzo y que obtuvo un completo y lisonjero éxito’.
Al tratarse de la primera zarzuela moderna en dos actos, con un plan formal organizado según las novedades del teatro europeo, Colegialas y Soldados es considerada por todos los historiadores de la música española (Peña y Goñi, Cotarelo, Subirá o Matilde Muñoz, entre otros) la piedra angular de la zarzuela grande, el origen del crecimiento formal del género que lo conduce desde los ensayos zarzuelísticos en un solo acto de la década de los treinta, a las obras en tres actos de mediados de siglo. En este sentido se pronunciaba Hernando en el prólogo a la única edición de la obra, promovida desde el conservatorio de Madrid, en 1872, afirmando, no sin acritud, que él había sido el verdadero iniciador de la zarzuela moderna porque Colegialas y Soldados “determinó la forma del género, promovió empresas teatrales para cultivarlo y consiguió, sin dilación ni demora y de la manera más completa, la asidua concurrencia del público, que son las tres circunstancias indispensables para que con razón pueda decirse que en esta obra estribó y tuvo su principal base el espectáculo de la zarzuela en su actual y desde entonces no interrumpida época". 
La obra presenta por primera vez en el género durante el siglo XIX una estructura dramática en dos actos, hecho que posibilita que en 1851 Barbieri pueda llegar a estrenar la primera zarzuela grande en tres actos. Gracias a esto, los números musicales aumentan, al igual que aumenta el número de personajes principales, que adquieren un mayor nivel de caracterización dramática. Se equilibra la proporción entre los diálogos hablados y el desarrollo musical. El asunto dramático recuerda (según afirma Cotarelo) a otra piececita que se representó al público en la función de Nochebuena de 1846 en el teatro de la Cruz con el título de “Las colegiales son colegiales”, para la que había compuesto alguna música Ramón Carnicer. La zarzuela plantea una crítica evidente a los matrimonios concertados entre muchachas jóvenes y ancianos decrépitos propios de finales del siglo XVIII, frente al concepto romántico-burgués del matrimonio por amor. La concepción de la zarzuela es nueva, pero se rastrea en ella la experiencia escénica de las anteriores zarzuelas en un acto, y se asume la tradición del teatro clásico nacional.  La obra está equilibrada dentro de la más clásica tradición dramática, siendo el segundo acto ligeramente más breve que el primero. Los personajes pertenecen al mismo legado clásico: es una comedia de enredo, con sus amantes de amores imposibles, el equívoco provocado por el travestismo de Julián y la suplantación de personalidad de Pascual, quien con su comicidad distiende la tensión con un número cómico previo al final en cada uno de los actos de la obra. 
Tras el estreno en 1849 de la zarzuela en dos actos, la mayor ambición dramática y musical que ofrecía Colegialas y Soldados, “determinó la forma del nuevo género y promovió empresas teatrales, consiguiendo la asidua concurrencia del público, en palabras del propio Hernando, que recién llegado de París había aprovechado el modelo de la opéra comique para desarrollar un género lírico español .El éxito de la zarzuela no sólo ofreció la forma del género, y su denominación, sino que favoreció la creación de una empresa que impulsase el nuevo tipo de espectáculo. Nacía lo que se ha denominado zarzuela moderna o restaurada, en referencia a la reutilización del viejo término del palacio de los Austrias; otros autores la han llamado zarzuela romántica, relacionándola con el movimiento musical y literario europeo del momento. Lo único cierto es que a partir de 1849 un nuevo género nacional iba a dominar el teatro lírico español: la zarzuela.